# American Medical Association
La American Medical Association (AMA) è la più grande associazione di medici e studenti di medicina degli Stati Uniti. Pubblica il Journal of the American Medical Association (JAMA).
Fondata nel 1847 durante la presidenza di James Knox Polk e incorporata nel 1897, ha come obiettivo la promozione della professione medica e il miglioramento della salute pubblica. Dal 1906 ha il potere di accreditare e certificare le Medical School presenti negli Stati Uniti, che possono così rilasciare titoli di studio aventi valore legale ed abilitanti all'esercizio della professione medica.

## Storia
La American Medical Association venne fondata il 7 maggio 1847 dal medico Nathan Smith Davis, originario dello stato di New York. Nei primi anni di attività, l'associazione si impegnò nel miglioramento della salute pubblica negli Stati Uniti tramite campagne di prevenzione (ad esempio contrastando vari rimedi casalinghi assai diffusi ma pericolosi) e l'approvazione di leggi che regolamentavano i farmaci e la vaccinazione contro il vaiolo.
Sin dal 1869 l'AMA si spese in favore del riconoscimento professionale delle donne in quanto medici: Sarah Hackett Stevenson divenne nel 1876 la prima associata donna, venendo inoltre nominata delegata dell'associazione dell'Illinois.
Agli inizi del '900, l'associazione intraprese una riorganizzazione che determinò una struttura simile a quella del Congresso degli Stati Uniti, in cui i componenti dell'associazione centrale venivano eletti dalle associazioni dei singoli stati.
Nei primi anni del 1900 Rosalie Slaughter Morton svolse un ruolo importante nell'associazione in quanto promosse, attraverso questa, interventi a favore della debellazione di malattie attraverso l'educazione pubblica. Attraverso tale associazione, inoltre, ella promosse l'intervento di giovani donne medico in guerra.